# Pauline Slot
Pauline Slot (Den Haag, 1960) is een Nederlands schrijfster.

## Biografie
Slot bracht haar jeugd in Den Haag en Zoetermeer door. Ze studeerde Nederlands aan de Rijksuniversiteit Leiden met als specialisatie taalbeheersing. In 1988 ging ze werken aan de Universiteit van Amsterdam. Daar schreef ze een proefschrift over retorische vragen, dat in 1995 in een gepopulariseerde versie verscheen onder de titel Vroeg ik jou wat?. In 1993 ging zij 15 maanden op wereldreis per fiets door Australië, Nieuw-Zeeland en Canada en bezocht Fiji en de Cookeilanden. Haar ervaringen inspireerden haar tot haar debuutroman Zuiderkruis, die in 1999 verscheen en waarvan meer dan 130.000 exemplaren verkocht zijn. De neerlandica heeft een bedrijf voor freelance redactie en schrijftraining.

### Taalbeheersing
- 1989 - met Willem Koetsenruijter, Het schrijven van betogen, Wolters Noordhoff
- 1993 - How can you say that? Rhetorical Questions in Argumentative Texts, Sicsat
- 1995 - Vroeg ik jou wat? Retorische vragen in alledaags taalgebruik, Contact, Amsterdam - Antwerpen
- 2013 - met Willem Koetsenruijter: Hoe schrijf ik een betoog, Handleiding voor overtuigen met tekst, Noordhoff

### Non-fictie
- 2011 - met Rinke Berkenbosch en Willem Koetsenruijter: We moeten nog een lied. Zelfhulpgids voor bruiloftsgasten en andere feestgangers, Arbeiderspers
- 2014 - De hond als medemens; Dierenliefde in tijden van welvaart, Arbeiderspers
- 2015 - Museumbezoeking, Waarom wij naar musea gaan, Arbeiderspers
- 2018 - Eerste liefde, laatste hart, memoires over een jeugdliefde, Arbeiderspers

### Romans
- 1999 - Zuiderkruis (roman)
- 2000 - Tand om Tand (Nieuwjaarsgeschenk)
- 2000 - Blauwbaard (roman)
- 2001 - Tegenpool (roman)
- 2003 - Een korte affaire (Rotterdams Leescadeau)
- 2007 - De inwendige (roman)
- 2010 - En het vergeten zo lang (roman)
- 2012 - Soerabaja (literaire roman)
- 2016 - Dood van een thrillerschrijfster (roman)
- 2022 - Bergen aan Zee (roman)